# 稲葉俊郎
稲葉 俊郎（いなば としろう、1979年1月9日 - ）は、日本の医師。医学博士。著作家。熊本県生まれ。東京大学医学部附属病院 循環器内科 助教を経て、2022年より軽井沢町国民健康保険軽井沢病院院長。信州大学社会基盤研究所特任准教授、東京大学先端科学技術研究センター客員研究員、東北芸術工科大学客員教授（山形ビエンナーレ2020 芸術監督）を併任。2024年より、慶應義塾大学システムデザイン・マネジメント（SDM）研究科　特任教授。

## 略歴
- 1979年熊本県生まれ。
- 1997年熊本県立熊本高等学校卒業。
- 1998年東京大学理科三類入学。
- 2004年東京大学医学部医学科卒業。
- 2014年東京大学大学院医学系研究科内科学博士課程卒業（医学博士）。
- 2014年−2020年3月 東京大学医学部附属病院循環器内科助教
- 2020年4月 軽井沢病院総合診療科医長、信州大学社会基盤研究所特任准教授、東京大学先端科学技術研究センター客員研究員、東北芸術工科大学客員教授（山形ビエンナーレ2020 2022　2024芸術監督）
- 2022年～2024年 軽井沢病院院長 。
- 2024年～ 慶應義塾大学システムデザイン・マネジメント（SDM）研究科　特任教授

## 人物
- 東大病院では心臓を内科的に治療するカテーテル治療や先天性心疾患を専門とし、往診による在宅医療も週に一度行いながら、夏には山岳医療にも従事している（鉄門山岳部（東大医学部山岳部）監督）。
- 医療の多様性と調和への土壌づくりのため、西洋医学だけではなく伝統医療、補完代替医療、民間医療も広く修める。
- 国宝『医心方』（平安時代に編集された日本最古の医学書）の勉強会も主宰。
- くらしや生活から医療を見直すため、民俗学の映像上映会も主催、企画（民映研の映像を主に使用）。
- 未来の医療と社会の創発のため、伝統芸能、芸術、民俗学、農業・・など、あらゆる分野との接点を探る対話を積極的に行っている。
- 山形ビエンナーレ2020 芸術監督 就任[1][2]

## 出演・著作

### ラジオ
- 「今こそ永遠」（FM軽井沢 77.5MHz）（メインパーソナリティー：稲葉俊郎）（毎月最終日曜日（AM10：30-10：55））（FM軽井沢、2021年1月31日～）

### 舞台
- 暁の帝〜壬申の乱編〜（2018年「暁の帝」製作委員会、アソシエイトプロデューサー）
- 暁の帝～朱鳥の乱編～（2019年Nemeton、アソシエイトプロデューサー）

### 書籍（単著）
- 稲葉俊郎「いのちを呼びさますもの —ひとのこころとからだ」アノニマ・スタジオ（2017年12月22日）
- 稲葉俊郎「ころころするからだ: この世界で生きていくために考える「いのち」のコト」春秋社（2018年9月20日）
- 稲葉俊郎「からだとこころの健康学」NHK出版（2019年9月25日）
- 稲葉俊郎「いのちは のちの いのちへ ―新しい医療のかたち―」アノニマ・スタジオ（2020年7月2日）
- 稲葉俊郎「いのちの居場所」扶桑社（2022年6月25日）
- 稲葉俊郎「ことばのくすり～感性を磨き、不安を和らげる33篇 」大和書房（2023年4月22日）
- 稲葉俊郎「山のメディスン―弱さをゆるし、生きる力をつむぐ―」（ライフサイエンス出版）（2023年11月30日）

### 書籍（共著）
- 人生が変わる! 無意識の整え方 - 身体も心も運命もなぜかうまく動きだす30の習慣（ワニブックス、2016年）：前野隆司x稲葉俊郎対談
- EGO20 EGO-WRAPPIN' 1996-2016 (リットーミュージック、2016年)：鼎談:中納良恵×稲葉俊郎×坂口恭平「創作の秘密に近いところ 芸術・夢・医療」
- フードスケープ 私たちは食べものでできている（アノニマ・スタジオ、2016年）：アーツ前橋 同展覧会図録寄稿
- murmur magazine for men 第3号 ロングインタビュー「あたらしい医療 うつくしい養生」（エムエム・ブックス、2017年）
- 見えないものに、耳をすます ―音楽と医療の対話（アノニマ・スタジオ、2017年）大友良英×稲葉俊郎
- 稲葉俊郎『病の神様の微笑』（図録巻頭テキスト『兵庫県立横尾救急病院展』横尾忠則現代美術館）
- ESDがグローバル社会の未来を拓く: SDGsの実現をめざして：西井麻美、池田満之、治部眞里、白砂伸夫(編集)（2020年、ミネルヴァ書房）：第4部　生命・自然との調和編：第15章　稲葉俊郎『「地球の健康学」としてのSDGs』
- 「世界をこの眼で見ぬきたい。: 岡本太郎と語りあう12人」平野暁臣(編集)（小学館クリエイティブ、2020年10月28日）（対談者：赤坂憲雄、一青窈、五十嵐太郎、森川嘉一郎、竹田鎭三郎、西谷修、カータン、稲葉俊郎、関根光才、COMA-CHI、JEMAPUR、安藤礼二）
- 「暮らしのなかのSDGs ―今と未来をつなげるものさし―」：稲葉俊郎「地球の健康学としてのSDGs」（アノニマ・スタジオ、2020年12月21日）
- 「身心変容の医療/表現~近代と伝統 先端科学と古代シャーマニズムを結ぶ身体と心の全体性 (身心変容技法シリーズ3)」（日本能率協会マネジメントセンター、2021年3月23日）：稲葉俊郎「未来の医療と身心変容」「日本最古の医書『医心方』に見る身心変容」「体育と教育と医療」

### 雑誌連載
- Yogini（エイ出版社、2016年‐）
- ソトコト（木楽舎、2020年-）「フィロソフィーとしての「いのち」」

### 監修本
- 「全身の巡りをよくしてデトックスするCDブック」（マキノ出版、2016年）
- 「心と体が軽くなる 万華鏡 DVDブック」（学研プラス、2016年）：山見浩司(著), 稲葉俊郎(監修)

### 翻訳本
- リチャード・ブレナン(著),稲葉俊郎(翻訳・監訳)「身体のデザインに合わせた自然な呼吸法ーアレクサンダー・テクニックで息を調律する」 医道の日本社（2018年4月13日）

### 教科書
- 循環器内科ポケットバイブル（中山書店、2015年)：分担執筆

### 翻訳
- グロスマン心臓カテーテル検査・造影・治療法 原書7版（南江堂、2009年）：分担翻訳
- 心臓カテーテルハンドブック 第3版（メディカルサイエンスインターナショナル、2012年）：分担翻訳
- 心臓カテーテルハンドブック 第2版（メディカルサイエンスインターナショナル、2005年）：分担翻訳